# Johann Buttjer
Johann Buttjer (26 de maio de 1912 - 12 de agosto de 1945) foi um comandante de U-Boot que serviu na Kriegsmarine durante a Segunda Guerra Mundial.